# بارلند
بارلند (به هلندی: Baarland) یک منطقهٔ مسکونی در هلند است که در بورسله واقع شده‌است. بارلند ۶۱۹ نفر جمعیت دارد.